# محمد زلال
محمد زلال هو لاعب كرة سلة مالديفي. يحمل الرقم 6.